# Ewolucja brzegowców

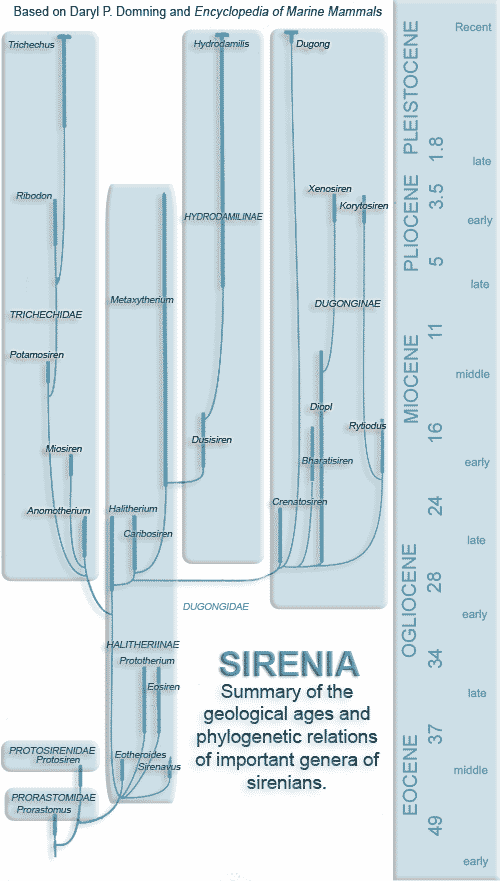
Drzewo rodowe syren

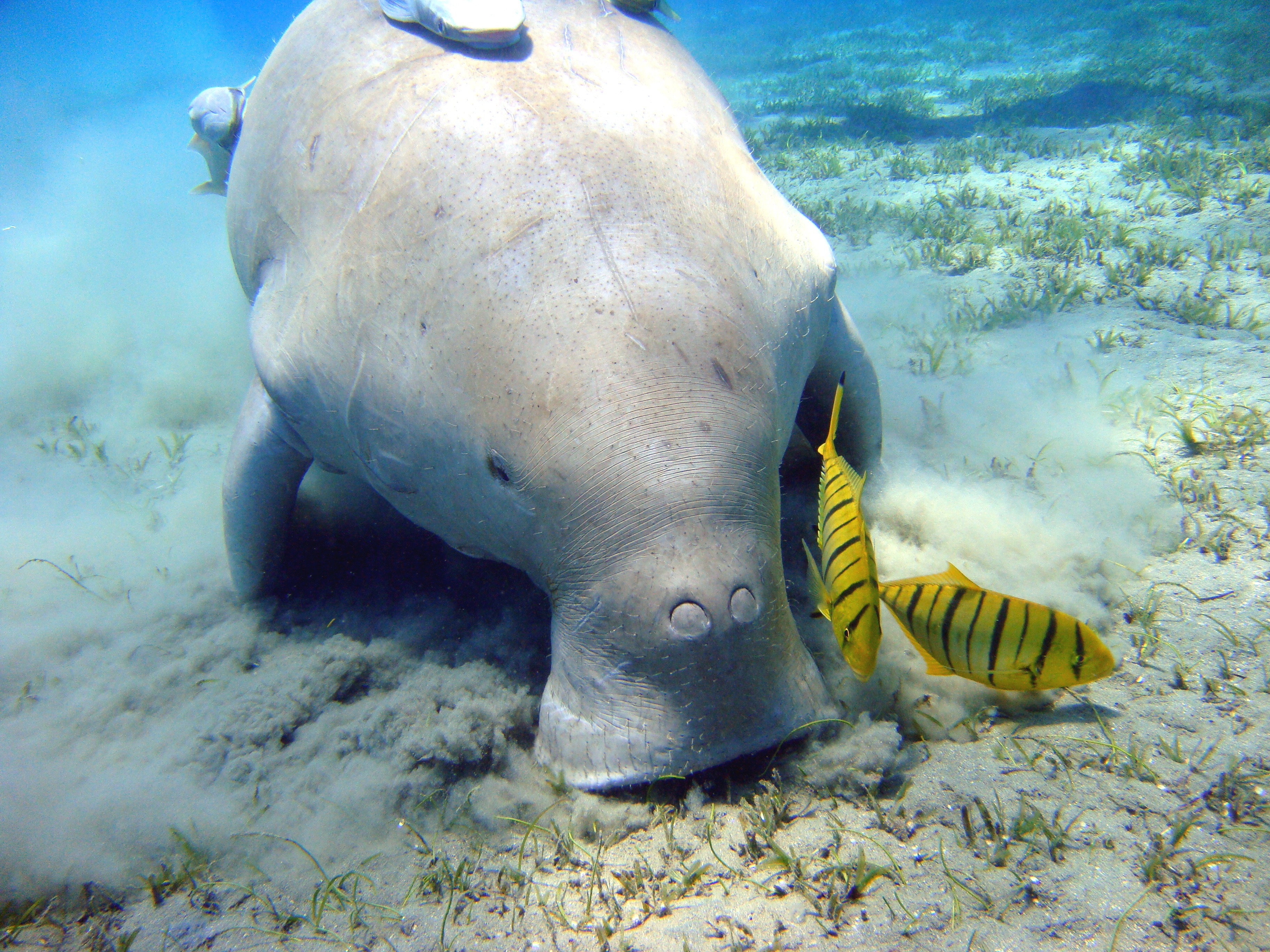
Diugoń przybrzeżny – współczesny przedstawiciel syren

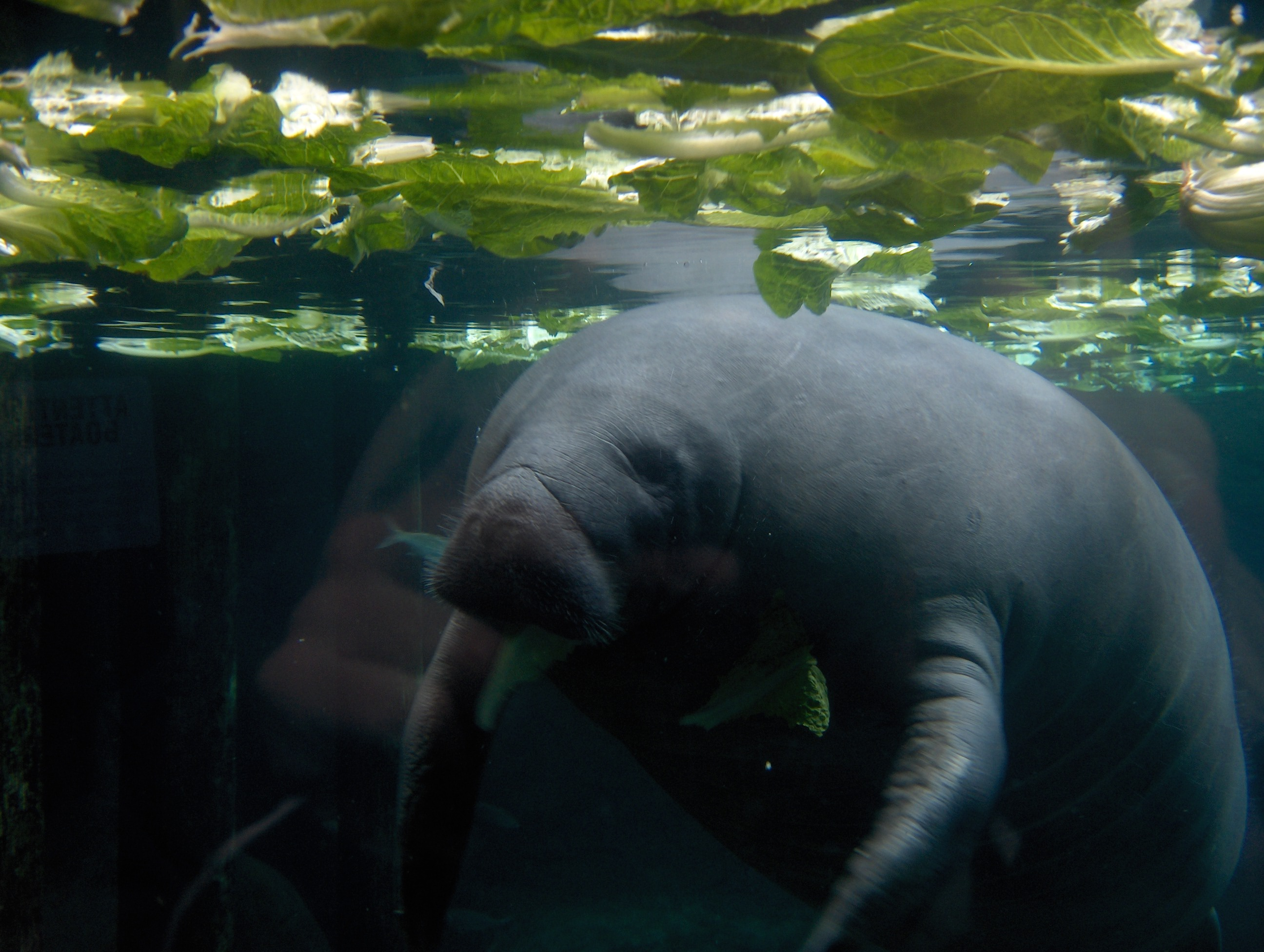
Manat karaibski – żyjący obecnie przedstawiciel syren

Ewolucja brzegowców – ewolucja współcześnie żyjącego rzędu ssaków obejmującego diugoniowate, manatowate i ich wymarłych krewnych. Są to jedyne przetrwałe do dziś roślinożerne ssaki morskie, a także jedyne roślinożerne ssaki, które wybrały całkowicie wodny tryb życia. Ich zapis kopalny sięga ponad 50 milionów lat, rozpoczynając się we wczesnym eocenie. W kolejnych epokach, oligocenie i miocenie, osiągnęły niewielką różnorodność gatunkową, która zmniejszyła się jeszcze bardziej na skutek ochłodzenia klimatu, zmian oceanograficznych, a w końcu i działalności człowieka. Obecnie wyróżnia się dwa rodzaje obejmujące cztery gatunki: Trichechus liczący trzy gatunki zamieszkujące atlantyckie wybrzeża oraz wybrzeża i rzeki Ameryki Południowej, ostatni gatunek zaś, diugoń przybrzeżny z monotypowego rodzaju Dugong, żyje w Oceanach Spokojnym i Indyjskim.

## Pochodzenie
Brzegowce, wspólnie z trąbowcami, wymarłymi desmostylami i prawdopodobnie także z embritopodami, tworzą grupę Tethytheria. Sądzi się, że przedstawiciele tego kladu wyewoluowali z prymitywnych kopytnych żyjących na wybrzeżach Oceanu Tetydy.
Tethytheria z kolei razem z góralkami tworzą grupę Paenungulata. Jest to jeden z najmniej kontrowersyjnych kladów ssaków, potwierdzony morfologią i badaniami molekularnymi. Ostatni wspólny przodek wszystkich brzegowców jest odleglejszy niż w przypadku waleni czy płetwonogich, sądzi się jednak, że przystosowały się one do wodnego trybu życia w podobnym czasie.

## Zapis kopalny

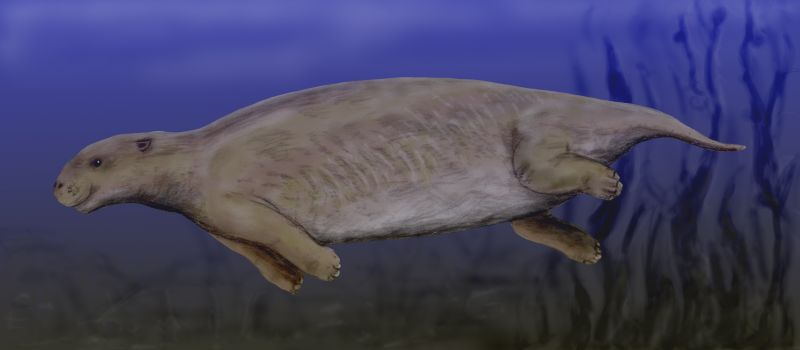
Prorastomus – wczesny, eoceński przedstawiciel brzegowców

W zapisie kopalnym brzegowce po raz pierwszy pojawiły się we wczesnym eocenie. Do końca tej epoki zdążyły się już znacznie zróżnicować. Zamieszkiwały rzeki, estuaria, wody morskie w okolicy brzegu. Były w stanie się szybko rozprzestrzenić. Najbardziej prymitywny nazwany przedstawiciel grupy, Prorastomus, odnaleziony został na Jamajce; odkryta w Tunezji część skalista kości skroniowej żyjącego we wczesnym eocenie nienazwanego przedstawiciela brzegowców ma jeszcze bardziej prymitywną budowę od odpowiadających jej części kości skroniowych przedstawicieli rodziny Prorastomidae z Jamajki.
Najwcześniejsze zwierzęta tej grupy, zaliczane do rodzin Prorastomidae i Protosirenidae, żyły w eocenie i osiągały przeważnie rozmiary świni. Prowadziły w większości lądowy tryb życia – na co wskazuje budowa stawu biodrowo-krzyżowego – jednak wykazywały już pewne przystosowania do życia w wodzie, takie jak cofnięcie nozdrzy. W środkowym eocenie ich miejsce zajęły Dugongidae, czyli diugoniowate. Brzegowce te osiągnęły opływowy kształt ciała, w pełni przystosowany do życia w wodzie, ich kończyny przednie przekształciły się w płetwy, tylne natomiast uległy uwstecznieniu i zniknęły. Silny ogon wykształcił poziomo ułożoną płetwę, która poruszając się w górę i w dół dostarczała im siły napędowej podczas pływania, podobnie jak w przypadku waleni i inaczej niż u większości ryb. Największe zróżnicowanie diugoniowate osiągnęły w oligocenie.

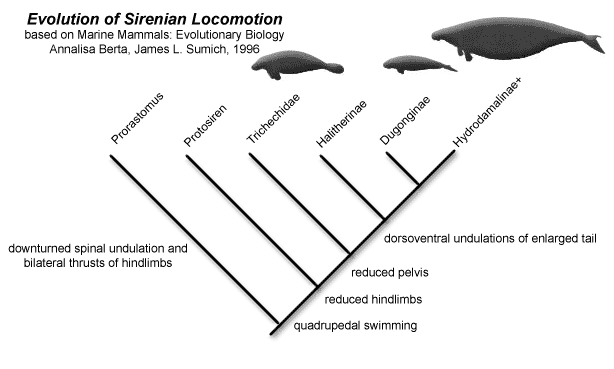
Ewolucja sposobu poruszania się brzegowców

Jako ostatnia pojawiła się rodzina manatowatych, wywodząca się prawdopodobnie z wczesnych diugoniowatych. Wyodrębniła się ona na przełomie późnego eocenu i wczesnego oligocenu. Prawdopodobnie do końca miocenu zasięg występowania przedstawicieli manatowatych ograniczony był do nadmorskich rzek i estuariów w Ameryce Południowej i dopiero później rozszerzył się także na Afrykę. Obecny zapis kopalny dokumentuje wszystkie etapy redukcji szkieletu miednicy i kończyn tylnych, stanowiąc przykład olbrzymich zmian morfologicznych.
Od kiedy się pojawiły, brzegowce żywiły się roślinnością, prawdopodobnie trawą morską i okrytonasiennymi. Zwierzęta te, dzięki dużym płucom, potrafią nurkować na niewielkie głębokości. Ich ciężki szkielet pomaga im pozostać zanurzonymi. Kości są zgrubiałe i osteosklerotyczne, zwłaszcza żebra często odnajdywane po skamienieniu.
Podobnie jak ssaki mezozoiczne, ale inaczej niż w przypadku ich kenozoicznych krewniaków, brzegowce miały nie cztery, lecz pięć przedtrzonowców, co daje wzór zębowy 3.1.5.3. Kwestia, czy jest to przetrwała cecha prymitywna, nadal podlega dyskusji. Zęby nie różnią się zbytnio wśród brzegowców, prawie zawsze posiadają niską koronę z dwoma dużymi, zaokrąglonymi guzkami. Nie licząc najwcześniejszych przedstawicieli, Sirenia utraciły siekacze i kły poza dwoma górnymi siekaczami przypominającymi ciosy. Choć to właśnie uzębienie często wykorzystywane jest do rozróżniania poszczególnych gatunków, w przypadku opisywanego rzędu bardziej charakterystyczne są czaszka i żuchwa, zwłaszcza zaś kość czołowa.